# Juke Box Jive
«Juke Box Jive» es una canción interpretada por la banda británica The Rubettes. Fue publicado el 8 de noviembre de 1974 como el sencillo principal de su segundo álbum de estudio We Can Do It.

## Antecedentes
«Juke Box Jive» fue una de las cuatro grabaciones de demostración grabadas por músicos de sesión y cantantes en octubre de 1973 que llevaron a la formación de The Rubettes – las otras fueron «Sugar Baby Love», «Tonight» y «Sugar Candy Kisses» (que se convirtió en un éxito para Mac and Katie Kissoon).

## Rendimiento comercial
«Juke Box Jive» se convirtió en un éxito comercial en Europa, alcanzando el puesto #3 en la lista de sencillos del Reino Unido durante la semana del 7 de diciembre de 1974. También alcanzó la posición #1 en Bélgica, #2 en Países Bajos, #4 en Alemania, #8 en Austria y #46 en Australia.

## Posicionamiento

### Gráfica semanal
| Gráfica (1974–75)                       | Pico de posición |
| --------------------------------------- | ---------------- |
| Alemania (Official German Charts)       | 4                |
| Australia (Kent Music Report)           | 46               |
| Austria (Ö3 Austria Top 40)             | 8                |
| Bélgica (Flandes) (Ultratop 50 Singles) | 1                |
| Bélgica (Valonia) (Ultratop 50 Singles) | 1                |
| Países Bajos (Nederlandse Top 40)       | 2                |
| Países Bajos (Single Top 100)           | 2                |
| Reino Unido (UK Singles Chart)          | 3                |

### Gráfica de fin de año
| Gráfica (1975)                          | Pico de posición |
| --------------------------------------- | ---------------- |
| Alemania (Official German Charts)       | 14               |
| Bélgica (Flandes) (Ultratop 50 Singles) | 19               |
| Países Bajos (Nederlandse Top 40)       | 54               |
| Países Bajos (Single Top 100)           | 66               |